# Bizepssehnenruptur
Bizepssehnenriss ist der Oberbegriff für den Riss (Ruptur) mindestens einer Sehne des zweiköpfigen Armbeugermuskels (Musculus biceps brachii). Es wird zwischen proximaler Bizepssehnenruptur (im Schulterbereich) und der distalen Ruptur (im Ellenbogenbereich) unterschieden.

## Anatomische Gegebenheiten

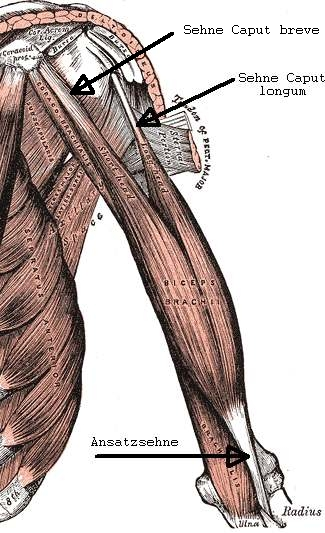
Bicepssehnen

Der Musculus biceps brachii weist beim Menschen im Schulterbereich zwei Köpfe auf, daher der lateinische Name biceps (zweiköpfig):
- Caput longum, dessen Sehne vom Tuberculum supraglenoidale – oberhalb des eigentlichen Schultergelenks – durch den Sulcus intertubercularis verläuft. Der lange Kopf ist der primäre Unterarm-Supinator.
- Caput breve, dessen Sehne vom Processus coracoideus (Rabenschnabelfortsatz) des Schulterblatts ihren Ursprung hat. Der kurze Kopf wirkt in erster Linie als Ellenbogen-Beuger.

Beide Köpfe vereinigen sich zu einem Muskelbauch mit einer Sehne in der Ellenbeuge, die sich kurz danach wieder verzweigt und als kräftige Hauptsehne an der im Mittel 22 mm langen und 15 mm breiten Tuberositas radii ansetzt und als Nebensehne über den Lacertus fibrosus (Aponeurosis musculi bicipitis) in die Unterarmfaszie einstrahlt. Die distale Bizepssehne ist im Mittel 22 mm lang und 7 mm dick.
Die Funktion des Muskels ist im Ellenbogenbereich die Flexion und die Supination im Ellbogen. Ab einer Beugung von 90° stellt der M. biceps brachii den stärksten Supinator am Arm dar (Schraubendrehen). Des Weiteren wirkt die lange Bizepssehne auf das Schultergelenk leicht abduzierend und innenrotierend, der kurze Kopf kranialisierend und adduzierend. Beide zusammen führen eine Anteversion im Schultergelenk durch.

## Ursachen
Bei 96 % aller Bizepssehnenrupturen ist die lange proximale Sehne im Schulterbereich betroffen, nur in 3 % der Fälle die distale Sehne im Ellenbogenbereich und noch seltener mit 1 % die kurze proximale Sehne. In etwa 80 % der Fälle handelt es sich um den dominanten Arm.
Die proximale lange Sehne reißt bei älteren Menschen mit aktiven Schultern meist als Verschleißfolge. Besonders bei Wurfsportarten (Baseball), aber auch beim Kraftsport und beim Golfen, wird die lange Bizepssehne vermehrt durch Überlastung geschädigt. Eine Vorschädigung wird häufig auch bei einem plötzlichen Trauma, etwa durch einen schweren Sturz, als wesentliche Ursache für einen Riss der langen Bizepssehne verantwortlich gemacht, jedoch kann ebenso das Trauma die alleinige Ursache sein.
Eine Abrissverletzung der langen Bizepssehne tritt gelegentlich auch in Kombination mit einer SLAP-Läsion auf.
Die distale Bizepssehne reißt sehr selten. Die große Mehrheit der Patienten sind Männer zwischen 40 und 60 Jahre, aber auch bei Profisportlern kann die distale Bizepssehen reißen. Typischer Unfallmechanismus ist eine plötzliche starke isometrische Kontraktion des Bizepsmuskels bei blockiertem gestrecktem Ellenbogen und supiniertem Unterarm. So kommt es beim Kraftsportler oder Handwerker durch akute Überbelastung zum Riss der Sehne. Auch kann ein direkter Schlag oder ein Schnitt in die Ellenbeuge die Sehnenzerreißung induzieren.
Mitursächlich für Sehnenrisse können Dopingmaßnahmen wie induzierter Muskelaufbau, hormonbedingte Schädigungen der Sehnensubstanz oder vorausgehende Cortison-Injektionen wirken. Auch unter der Behandlung mit Antibiotika aus der Gruppe der Fluorchinolone kann es zu einer Bizepssehnenruptur kommen. Bei Rauchern ist das Risiko eines Bizepssehnenrisses um den Faktor 7,5 höher.

### Vorschädigungen
Wie bei jeder Sehnenruptur kann eine Vorschädigung des betroffenen Gewebes vorliegen, wodurch die ansonsten sehr stabile Struktur sich zwar im alltäglichen Gebrauch als intakt erweist, bei plötzlichen Kraftspitzen allerdings die geforderte Stabilität nicht mehr hat.
Ursachen für eine solche Schwächung können sein:
- Überlastungsschäden an exponierten Stellen durch hohe Zugkräfte, Scheuern an anderen Strukturen, Wurfsportarten etc.
- Ischämie an morphologischen Engpässen
- Degeneration durch wiederholtes Einspritzen von z. B. Kortison
- degenerative Erkrankungen des Bindegewebes, genetische Disposition
- Erkrankungen des rheumatischen Formenkreises
- Alter

## Klinische Erscheinungen

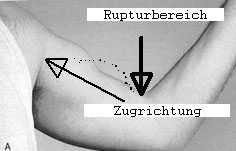
Bei der distalen Bizepssehnenruptur findet sich der Muskelbauch deutlich nach kranial, schulterwärts verlagert

### Proximale Bizepssehnenruptur (lange Bizepssehne)
Quelle: 
- kurz andauernder Schmerz, dann relativ schmerzarm
- Schwäche der Abduktion der Schulter und der Flexion des Ellenbogens (insgesamt nur mäßiger Kraftverlust)
- Entstehung einer distalen Schwellung bzw. Verlagerung des Muskelbauches in Richtung Ellenbogen bei Muskelkontraktion

### Distale Bizepssehnenruptur
- Akuter starker Schmerz
- Peitschenknallartiges Geräusch
- Functio laesa (Funktionsverlust), Flexion und Supination im Ellbogengelenk nicht mehr durchführbar (insgesamt deutlicher Kraftverlust)
- Tastbare Delle im Rupturbereich des Sehnenverlaufs, in die sich Blut ergießt und somit ein Hämatom[7] bildet
- Entstehung einer proximalen Schwellung bzw. Verlagerung des Muskelbauches in Richtung Schulter bei Muskelkontraktion[7]

## Untersuchungsmethoden

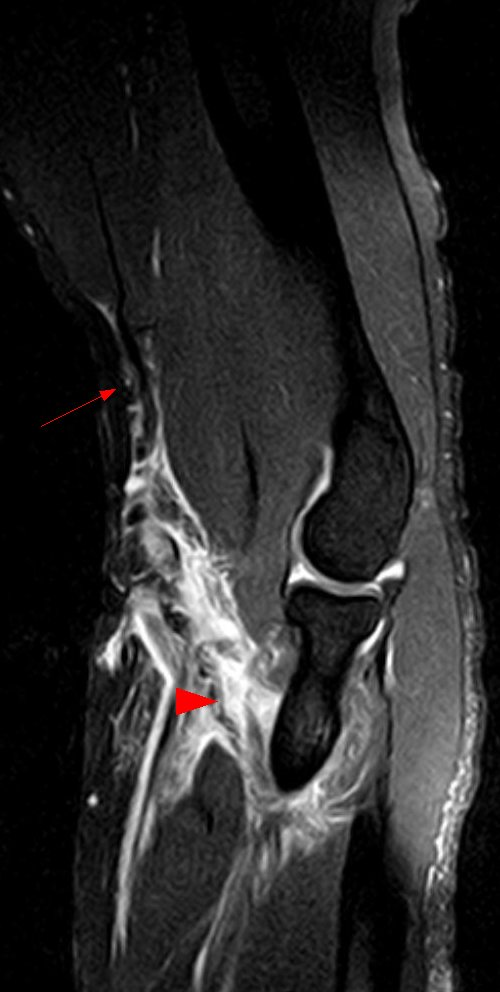
MRT des Ellenbogens

- Anamnese und Klinik im Vergleich zur Gegenseite

- Sonographie
- Röntgen zum Frakturausschluss (proximale Ruptur: Schultergelenk in 2 Ebenen, distale Ruptur: Ellenbogen in 2 Ebenen)[7]
- MRT

## Behandlung

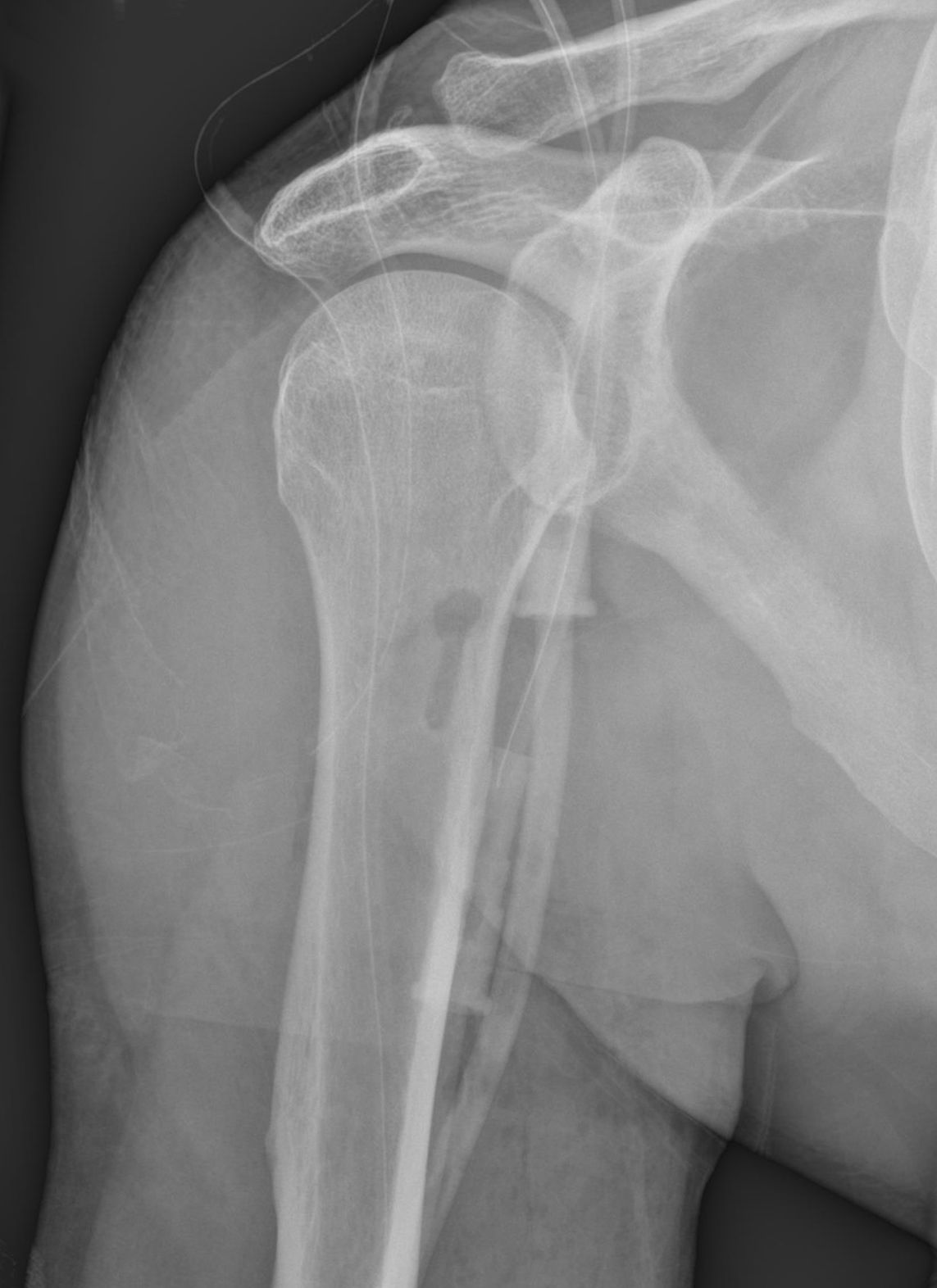
Postoperatives Röntgenbild nach Schlüssellochplastik bei Ruptur der langen Bizepssehne. Man erkennt gut den Defekt in der Kortikalis des Humerus in Form eines Schlüsselloches, in den die lange Bizepssehne mit einem Knoten eingehängt wird. Zusätzlich sind Drainagen abgebildet.

Bei einem Riss der langen Bizepssehne (Caput longum) ist die Auswirkung weniger dramatisch, da die Kraft weiterhin fast komplett über das Caput breve gewährleistet werden kann. Es tritt nur ein Kraftverlust von ca. 15 Prozent auf. Ein Anzeichen für eine Ruptur dieser Sehne ist die Verschiebung des Muskelbauches in Richtung Ellenbogen. Die Sehne verrutscht aus dem Gelenk in den Sulcus intertubercularis nach unten und verwächst dort. Eine Refixierung der Sehne am Oberrand der Schulterpfanne ist nicht sinnvoll, da die Sehne aufgrund von Gelenkveränderungen degenerativ geschädigt ist. Daher wird die Sehnenruptur entweder gar nicht behandelt oder operativ die Sehne außerhalb des Schultergelenks am Oberarmschaft fixiert, was entweder mit einem Schraubanker und Sehnennaht oder mit einer sogenannten Schlüsselloch-Technik erfolgen kann. Die Entscheidung über eine operative Maßnahme oder über die Nichtbehandlung muss entscheidend mit dem Patienten getroffen werden: Es besteht auch bei Nichtversorgung kein wesentlicher Kraftverlust, hingegen ist das kosmetische Ergebnis mit unschönem Popeye-Muskel auch für ältere Männer eher störend. Auf diese kosmetische Problematik muss im Einverständnisgespräch dringend hingewiesen werden.
Die Beugungsfunktion des M. biceps brachii im Ellenbogenbereich ist verglichen mit seiner Supinationswirkung, also Auswärtsdrehung des Unterarmes, eher untergeordnet. Die Flexion wird über den M. brachialis und M. brachioradialis ausreichend erreicht. Es geht aber durch die distale Sehnenruptur die Supinationswirkung des Muskels verloren, und es muss eine Sehnennaht durchgeführt werden.
Die distale (körperferne) Sehnenruptur erfolgt immer am distalen knöchernen Sehnenansatz, sodass die Sehnennaht einerseits die Sehne fasst, andererseits übungsstabil am Knochen fixiert werden muss. Diese Fixierung am Radius kann so erfolgen, dass der Knochen angebohrt wird und die Sehnennaht mit Durchzug der Nähte oder mit Hilfe eines Nahtankers, eines Buttons oder einer Interferenzschraube fixiert wird. Die Komplikationsrate ist allerdings mit 25 % hoch (4,6 große und 20,4 % kleinere Komplikationen). Besonders kann es zu erneuten Sehnenrissen (Rezidiv) kommen, zu Nervenverletzungen, einer Blockierung der Umwendebewegung des Unterarms durch eine radioulnare Synostose, und in etwa 1,3 % zu symptomatischen heterotopen Ossifikationen mit beeinträchtigenden Bewegungseinschränkungen.
Nach der Operation ist Physiotherapie unabdingbar, um die Funktion, falls möglich, wiederherzustellen und die Kraft wieder adäquat aufzubauen. Nach einer anfänglichen Ruhepause, in der das Gewebe sich neu formieren soll, wird zunächst mit leichten Widerständen mit steigender Intensität gearbeitet, um die Neuformierung des Gewebes so funktionsgerecht wie möglich zu initiieren und eine Kontraktur der gelenkumgebenden Gewebe zu vermeiden.

## Vorbeugung
Zur Vermeidung von Vorschädigungen tragen bei:
- Vor dem Sport aufwärmen
- Minimierung oder komplettes Einstellen des Rauchens (Rauchen kann Ischämie verursachen und vermindert die Wundheilung)
- Verletzungen und Entzündungen ausheilen lassen
- Rasanz aus Bewegungen nehmen, kontinuierlicher Spannungsaufbau